# Neuseeländische Cricket-Nationalmannschaft in Indien in der Saison 2003/04
Die Tour der neuseeländischen Cricket-Nationalmannschaft nach Indien in der Saison 2003/04 fand vom 8. bis zum 20. Oktober 2003 statt. Die internationale Cricket-Tour war Bestandteil der Internationalen Cricket-Saison 2003/04 und umfasste zwei Tests. Die Serie endete 1–1 unentschieden.

## Vorgeschichte
Für beide Teams war es die erste Tour der Saison.
Das letzte Aufeinandertreffen der beiden Mannschaften bei einer Tour fand in der Saison 2002/03 in Neuseeland statt.
Ursprünglich war der erste Test in Kanpur geplant, wurde allerdings auf Grund schlechter Platzverhältnisse nach Ahmedabad verlegt.

## Stadien
Die folgenden Stadien wurden für die Tour als Austragungsort vorgesehen und am 4. Juli 2003 bekanntgegeben.
| Stadion                            | Stadt     | Kapazität | Spiele  |
| ---------------------------------- | --------- | --------- | ------- |
| Sardar Patel Stadium               | Ahmedabad | 54.000    | 1. Test |
| Punjab Cricket Association Stadium | Mohali    | 35.000    | 2. Test |

## Kaderlisten
Neuseeland benannte seinen Kader am 19. August 2003.
Indien benannte seinen Kader am 4. Oktober 2003.
| Test | Test |
| Indien | Neuseeland |
| --- | --- |
| - Sourav Ganguly (K) - Rahul Dravid (VK) - Lakshmipathy Balaji - Aakash Chopra - Harbhajan Singh - Zaheer Khan - Anil Kumble - VVS Laxman - Parthiv Patel (wk) - Virender Sehwag - Sachin Tendulkar - Yuvraj Singh | - Stephen Fleming (K) - Nathan Astle - Ian Butler - Robbie Hart (wk) - Craig McMillan - Jacob Oram - Mark Richardson - Scott Styris - Daryl Tuffey - Daniel Vettori - Lou Vincent - Paul Wiseman |

## Tour Matches
| 26. – 30. September Scorecard | Visakhapatnam | Indian Board President’s XI 227-1 (84.5) | – | New Zealanders |
|                               |               | Remis                                    |   |                |

| 2. – 4. Oktober Scorecard | Rajkot | New Zealanders 375-7d (110.5) & 68-4 (23) | – | India A 403 (132) |
|                           |        | Remis                                     |   |                   |

## Tests

### Erster Test in Ahmedabad
| 8. – 12. Oktober Scorecard | Ahmedabad | Indien 500-5d (159) & 209-6d (44.5) | – | Neuseeland 340 (131.1) & 272-6 (107) |
|                            |           | Remis                               |   |                                      |

### Zweiter Test in Mohali
| 16. – 20. Oktober Scorecard | Mohali | Neuseeland 630-6d (198.3) & 136-4 (69) | – | Indien 424 (172) |
|                             |        | Remis                                  |   |                  |

## Statistiken
Die folgenden Cricketstatistiken wurden bei dieser Tour erzielt.
| Tests           | Tests      | Tests   | Tests   | Tests   | Tests   | Tests   | Tests   | Tests   |
| Batting         | Batting    | Batting | Batting | Batting | Batting | Batting | Batting | Batting |
| Spieler         | Mannschaft | Spiele  | Innings | Runs    | Average | HS      | 100s    | 50s     |
| --------------- | ---------- | ------- | ------- | ------- | ------- | ------- | ------- | ------- |
| Rahul Dravid    | Indien     | 2       | 4       | 313     | 78,25   | 222     | 1       | 1       |
| VVS Laxman      | Indien     | 2       | 4       | 279     | 139,50  | 104*    | 1       | 2       |
| Craig McMillan  | Neuseeland | 2       | 3       | 237     | 237,00  | 100*    | 1       | 2       |
| Aakash Chopra   | Indien     | 2       | 4       | 185     | 46,25   | 60      | 0       | 2       |
| Lou Vincent     | Neuseeland | 2       | 3       | 180     | 60,00   | 106     | 1       | 1       |
| Bowling         |            |         |         |         |         |         |         |         |
| Spieler         | Mannschaft | Spiele  | Overs   | Wickets | Average | BBI     | 5W      | 10W     |
| Anil Kumble     | Indien     | 2       | 140.1   | 9       | 37,11   | 4/95    | 0       | 0       |
| Daryl Tuffey    | Neuseeland | 2       | 83      | 8       | 28,87   | 4/80    | 0       | 0       |
| Harbhajan Singh | Indien     | 2       | 122     | 6       | 50,00   | 2/65    | 0       | 0       |
| Paul Wiseman    | Neuseeland | 2       | 81.5    | 5       | 55,20   | 4/64    | 0       | 0       |
| Daniel Vettori  | Neuseeland | 2       | 139     | 5       | 66,60   | 2/84    | 0       | 0       |

## Player of the Series
Als Player of the Series wurden die folgenden Spieler ausgezeichnet.
| Serie | Player of the Series |
| ----- | -------------------- |
| Test  | VVS Laxman           |

### Player of the Match
Als Player of the Match wurden die folgenden Spieler ausgezeichnet.
| Spiel   | Player of the Match |
| ------- | ------------------- |
| 1. Test | Rahul Dravid        |
| 2. Test | Daryl Tuffey        |